# 汪汝達
汪汝達（？—？），字志行，號蒙泉，直隸常州府無錫縣人，民籍，明朝政治人物。

## 生平
嘉靖二十五年（1546年）應天府鄉試第八十八名舉人。嘉靖三十二年（1553年）中式癸丑科會試第一百十九名，三甲第四十名進士。吏部观政，授浙江黄岩知县，升户部主事，官至参议。
在无锡修筑有日涉园。

## 家族
曾祖汪珵；祖父汪淳，壽官；父汪時泰，母周氏。